# Бінгем (Мен)
Бінгем (англ. Bingham) — місто (англ. town) в США, в окрузі Сомерсет штату Мен. Населення — 866 осіб (2020).

## Демографія
Згідно з переписом 2010 року, у місті мешкали 922 особи в 429 домогосподарствах у складі 245 родин. Було 600 помешкань
Расовий склад населення:
| - 97,0 % — білих - 0,9 % — чорних або афроамериканців - 0,7 % — корінних американців - 0,3 % — азіатів |

До двох чи більше рас належало 1,0 %. Частка іспаномовних становила 0,8 % від усіх жителів.
За віковим діапазоном населення розподілялося таким чином: 19,2 % — особи молодші 18 років, 59,9 % — особи у віці 18—64 років, 20,9 % — особи у віці 65 років та старші. Медіана віку мешканця становила 45,7 року. На 100 осіб жіночої статі у місті припадало 99,1 чоловіків;  на 100 жінок у віці від 18 років та старших — 99,2 чоловіків також старших 18 років.
Середній дохід на одне домашнє господарство  становив 48 228 доларів США (медіана — 37 935), а середній дохід на одну сім'ю — 67 052 долари (медіана — 53 125). Медіана доходів становила 35 667 доларів для чоловіків та 35 250 доларів для жінок. За межею бідності перебувало 19,6 % осіб, у тому числі 37,0 % дітей у віці до 18 років та 6,7 % осіб у віці 65 років та старших.
Цивільне працевлаштоване населення становило 358 осіб. Основні галузі зайнятості: сільське господарство, лісництво, риболовля — 18,4 %, освіта, охорона здоров'я та соціальна допомога — 15,6 %, виробництво — 15,4 %.